# Singel (gracht)

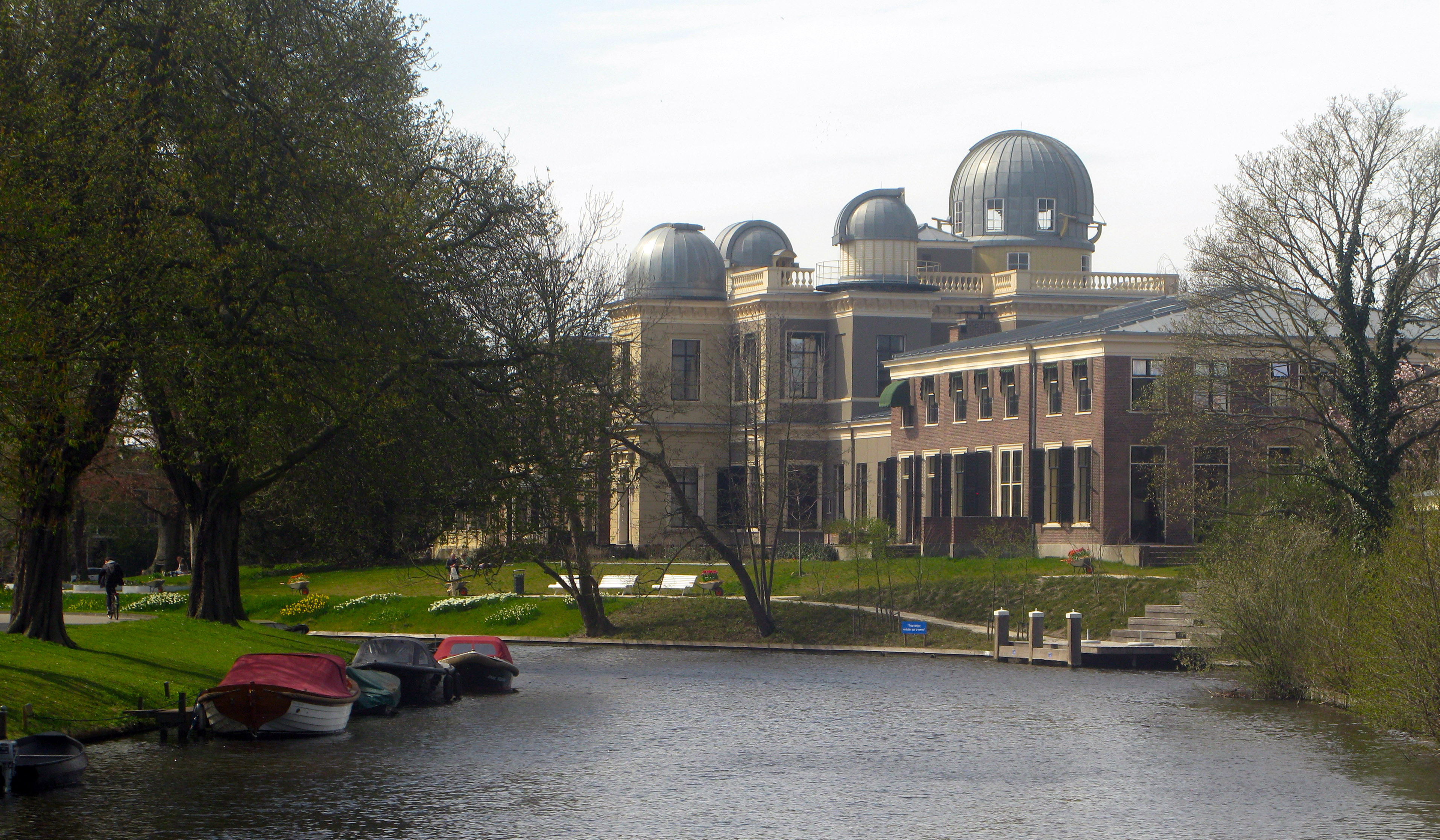
Witte Singel in Leiden met de Oude Sterrewacht

Een singelgracht, singel of vest(e) is een water rond een binnenstad, vaak een overblijfsel van de middeleeuwse verdedigingsgracht van een vestingstad. Een singel heeft, in tegenstelling tot grachten in binnensteden, doorgaans geen gemetselde kademuren, maar schuin aflopende walkanten. Soms werd een dubbele verdediging aangelegd, waar meteen achter de singel nog een gracht lag, zoals de Binnenvestgracht in Leiden.
De naastgelegen weg heet ook vaak singel.
In de loop der tijd verloren singels als onderdeel van verdedigingswerken hun functie. Voor de steeds uitbreidende steden in waterrijke gebieden werden de oorspronkelijke singels toegevoegd aan een uitbreidend watergangnetwerk. Het achtervoegsel -singel werd dan soms wel toegepast voor soortgelijke wateren verder buiten het centrum. De spelling cingel komt ook voor.
De latere singels kregen in de steden dan wel gemetselde kades en namen daardoor minder ruimte in beslag.
Andere benamingen voor de gegraven waterlopen zijn gracht, vaart of kanaal. Deze waterlopen hadden en hebben functies als regenwaterafvoer, vaarwater voor transport, en in de 19e eeuw zelfs nog als riool en drinkwaterbron. Deze laatste twee toepassingen werden verbeterd zoals bij het "Waterproject" in Rotterdam.
Enkele bekende voorbeelden van singels zijn de Singel en Singelgracht in Amsterdam, Noordsingel in Rotterdam en de Stadsbuitengracht in Utrecht.